# Cadra figulilella
Cadra figulilella là một loài bướm đêm thuộc họ Pyralidae. Sải cánh dài 12–20 mm.
Ấu trùng tấn công nhiều loại quả khô và quả chết